# Kansas City Blues (Eishockey)
Die Kansas City Blues waren ein US-amerikanisches Eishockeyfranchise der Central Hockey League aus Kansas City, Missouri.  

## Geschichte
Die Kansas City Blues nahmen zur Saison 1967/68 den Spielbetrieb in der Central Professional Hockey League auf, welche ein Jahr später ihren Namen in Central Hockey League änderte. Nachdem die Mannschaft sportlich nicht mehr überzeugen konnte und drei Jahre nacheinander hintere Plätze der CHL in der regulären Saison belegte, stellten die Verantwortlichen 1972 zunächst den Spielbetrieb ein. Aufgrund der Eröffnung der neu gebauten Kemper Arena kehrte die Mannschaft zur Saison 1976/77 als Farmteam der St. Louis Blues aus der National Hockey League in die CHL zurück und gewann auf Anhieb in den Playoffs deren Meistertitel, den Adams Cup. Anschließend siedelten die Detroit Red Wings aus der NHL ihr Farmteam Kansas City Red Wings in der Stadt an und die Kansas City Blues stellten den Spielbetrieb endgültig ein.

## Saisonstatistik
Abkürzungen: GP = Spiele, W = Siege, L = Niederlagen, T = Unentschieden, OTL = Niederlagen nach Overtime SOL = Niederlagen nach Shootout, Pts = Punkte, GF = Erzielte Tore, GA = Gegentore, PIM = Strafminuten
| Saison  | GP | W  | L  | T  | OTL | SOL | Pts | GF  | GA  | Platz        | Playoffs                        |
| 1967–68 | 70 | 31 | 29 | 10 | —   | —   | 72  | 249 | 243 | 2., Northern | Niederlage in der zweiten Runde |
| 1968–69 | 72 | 26 | 28 | 18 | —   | —   | 70  | 236 | 242 | 2., North    | Niederlage in der ersten Runde  |
| 1969–70 | 72 | 24 | 37 | 11 | —   | —   | 59  | 228 | 259 | 7., CHL      | nicht qualifiziert              |
| 1970–71 | 72 | 30 | 31 | 11 | —   | —   | 71  | 214 | 223 | 5., CHL      | nicht qualifiziert              |
| 1971–72 | 72 | 21 | 35 | 16 | —   | —   | 58  | 244 | 277 | 6., CHL      | nicht qualifiziert              |
| 1976–77 | 76 | 46 | 21 | 9  | —   | —   | 101 | 322 | 225 | 1., CHL      | Adams Cup                       |

## Bekannte Spieler
- Mike Bloom
- Barclay Plager
- Floyd Thomson